# Beggin'
"Beggin'" é uma canção composta por Bob Gaudio e Peggy Farina e originalmente popularizada pela banda americana The Four Seasons em 1967. A canção alcançou a posição 16 na Billboard Hot 100 dos Estados Unidos, continuando a sequências do grupo dos 20 maiores sucessos da Billboard. No entanto, o desempenho da canção foi ofuscada pela gravação "solo" de Frankie Valli de "Can't Take My Eyes Off You", uma composição de Gaudio-Crewe, que subiu para o número dois. Foi a última composição de Gaudio para o Four Seasons a chegar ao top 20 até "Who Loves You", de 1975.
A canção era popular na cena northern soul da Inglaterra na década de 1970 e foi tocada várias vezes com um remix do DJ francês Pilooski e popularizado posteriormente com covers da dupla norueguesa de hip-hop Madcon e da banda de pop rock italiana Måneskin, liderando as paradas musicais em vários países europeus.

## Versão deMadcon
Em 2007, a dupla norueguesa de hip-hop Madcon gravou e lançou uma nova versão da música com letras adicionais e versos de rap. A versão de Madcon da música é uma regravação total, com todos os instrumentos executados pela equipe de produção 3Elementz (Kim Ofstad, Jonny Sjo e Hitesh Ceon) e todos os vocais de Madcon. Esta versão alcançou o número um no gráfico VG-lista da Noruega por 12 semanas não consecutivas. O single recebeu o prêmio Spellemannprisen de "Sucesso do Ano" e também se tornou popular em toda a Europa; na França, Holanda e Bélgica, alcançou o primeiro lugar. Também alcançou o número cinco no Reino Unido e o número sete na Alemanha.

### Lista de faixas
French CD single
1. "Beggin'" (original version) – 3:38
2. "Beggin'" (Uscar version) – 3:38

German enhanced maxi-single
1. "Beggin" (original version) – 3:38
2. "Beggin" (Phreak Inc. remix) – 4:11
3. "Beggin" (Demolition Disco remix) – 5:41
4. "Beggin" (DJ Size Rocfam remix) – 3:09
5. "Beggin" (video) – 3:41

Digital download
1. "Beggin'" – 3:38

Digital download – Frank Walker remix
1. "Beggin'" (Frank Walker remix) – 3:14

## Versão de Måneskin
A banda italiana de pop rock Måneskin gravou um cover da música em 2017, tendo-a apresentado no X Factor Itália, e incluído em seu EP Chosen (2017). Embora não tenha inicialmente sido lançado como single, alcançou a posição 39 na Italian Singles Chart e em 2018 recebeu a certificação de ouro pela FIMI em seu país natal. Após a vitória da banda no Eurovision no final de maio de 2021, a música ao lado de outros lançamentos da banda começou a aparecer nas paradas musicais em toda a Europa e além; O sucesso viral da música na plataforma de mídia social TikTok logo em seguida.
A canção até agora alcançou o número um nas paradas semanais da Áustria, República Tcheca, Alemanha, Grécia, Lituânia, Holanda, Eslováquia e Suíça, e o top 5 na Austrália, Finlândia, França, Hungria, Irlanda, Nova Zelândia, Noruega, Portugal e Suécia e o top 10 no Canadá e na Dinamarca. Ele estreou na Billboard Hot 100 no número 78, mais tarde chegando ao número 29, e também alcançou o número 3 na Billboard Global 200.

### Paradas musicais
| País/Parada (2017–2021)                       | Melhor posição |
| --------------------------------------------- | -------------- |
| Alemanha (Offizielle Deutsche Charts)         | 1              |
| Argentina (Argentina Hot 100)                 | 24             |
| Austrália (ARIA)                              | 3              |
| Áustria (Ö3 Austria Top 75)                   | 1              |
| Bélgica (Ultratop 50 de Flandres)             | 4              |
| Bélgica (Ultratop 50 da Valônia)              | 21             |
| Bolívia (Monitor Latino)                      | 10             |
| Brasil (Top 100 Brasil)                       | 41             |
| Canadá (Canadian Hot 100)                     | 9              |
| Canadá (Billboard)                            | 36             |
| Costa Rica (Monitor Latino)                   | 8              |
| República Checa (Singles Digitál Top 100)     | 1              |
| Dinamarca (Hitlisten)                         | 4              |
| El Salvador (Monitor Latino)                  | 7              |
| Euro Digital Songs (Billboard)                | 5              |
| Finlândia (Suomen virallinen lista)           | 3              |
| França (SNEP)                                 | 5              |
| Global 200 (Billboard)                        | 3              |
| Grécia (IFPI)                                 | 1              |
| Hungria (Rádiós Top 40)                       | 33             |
| Hungria (Single Top 40)                       | 4              |
| Hungria (Stream Top 40)                       | 2              |
| Islândia (Plötutíðindi)                       | 6              |
| Índia (IMI)                                   | 4              |
| Irlanda (IRMA)                                | 3              |
| Israel (Media Forest)                         | 9              |
| Itália (FIMI)                                 | 15             |
| Letônia (EHR)                                 | 2              |
| Lituânia (AGATA)                              | 1              |
| Malásia (RIM)                                 | 4              |
| México (Billboard)                            | 5              |
| Países Baixos (Dutch Top 40)                  | 15             |
| Países Baixos (Single Top 100)                | 1              |
| Nova Zelândia (Recorded Music NZ)             | 3              |
| Macedônia do Norte (Radiomonitor)             | 18             |
| Noruega (VG-lista)                            | 2              |
| Panamá (PRODUCE)                              | 14             |
| Portugal (AFP)                                | 1              |
| Rússia (Tophit Airplay)                       | 75             |
| Singapura (RIAS)                              | 6              |
| Eslováquia (Rádio Top 100)                    | 31             |
| Eslováquia (Singles Digitál Top 100)          | 1              |
| África do Sul (RISA)                          | 13             |
| Espanha (PROMUSICAE)                          | 17             |
| Suécia (Sverigetopplistan)                    | 5              |
| Suíça (Schweizer Hitparade)                   | 1              |
| Reino Unido (UK Singles Chart)                | 6              |
| Estados Unidos (Billboard Hot 100)            | 19             |
| Estados Unidos (Adult Top 40)                 | 16             |
| Estados Unidos (Hot Rock & Alternative Songs) | 2              |
| Estados Unidos (Mainstream Top 40)            | 6              |
| Estados Unidos (Rolling Stone Top 100)        | 18             |